# Rosa spinto
Rosa spinto è il quarto album del gruppo musicale italiano dei Tiromancino, pubblicato nel 1997.

## Tracce
1. Rosa spinto
2. Senza cuore
3. Bruciare
4. Il tiranno
5. Dying again
6. Vero come
7. Profondo rosa
8. Il punto
9. Giorno pieno
10. Ami mai
11. 30.000 culi
12. La storia
13. Harpo

## Formazione
- Federico Zampaglione - voce, chitarra
- Laura Arzilli - basso, cori
- Francesco Zampaglione - tastiera
- Cristiano Grillo - chitarra
- Alessandro Canini - batteria

Prodotto e mixato al Gimmick Studio da Pietro Micioni